# Aleksandr Rudenko (calciatore 1993)
Aleksandr Stanislavovič Rudenko (in russo Александр Станиславович Руденко?; Taganrog, 4 marzo 1993) è un ex calciatore e allenatore di calcio russo, di ruolo portiere.

## Palmarès

### Club

#### Competizioni nazionali
- Pervenstvo Futbol'noj Nacional'noj Ligi: 2

Orenburg: 2015-2016, 2017-2018